# Amfreville (Calvados)
Amfreville település Franciaországban, Calvados megyében. Lakosainak száma 1373 fő (2022. január 1.). Amfreville Bréville-les-Monts, Merville-Franceville-Plage, Ouistreham, Ranville és Sallenelles községekkel határos.

## Népesség
A település népességének változása:
| Lakosok száma | 444  | 819  | 905  | 1187 | 1329 | 1414 | 1399 | 1356 | 1378 | 1373 |
|               | 1968 | 1982 | 1990 | 2006 | 2013 | 2015 | 2017 | 2019 | 2020 | 2022 |